# 1950 у кіно

## Події
- 20 серпня-10 вересня — 11-й Венеційський кінофестиваль, Венеція, Італія.

## Фільми

### Світове кіно
- Бульвар Сансет
- Орфей /  Франція
- Сіндерелла

## Персоналії

### Народилися
- 27 січня — Косих Віктор Іванович, радянський і російський актор театру та кіно.
- 28 січня — Анна Бонаюто, італійська акторка.
- 4 лютого — Ромуальдас Раманаускас, литовський та радянський актор театру та кіно.
- 18 лютого — Сібілл Шеперд, американська кіноактриса, співачка, фотомодель.
- 6 березня — Анджей Бартков'як, американський кінооператор і кінорежисер.
- 16 березня — Саранова Віра Олександрівна, українська акторка театру та кіно.
- 18 березня — Бред Дуріф, американський актор.
- 28 березня — Колесник Олексій Антонович, радянський і український актор театру і кіно.
- 25 квітня — Стасенко Сергій Євгенович, радянський, український та ізраїльський кінооператор-постановник, фотохудожник.
- 26 квітня — Шулькін Петро, польський кінорежисер, сценарист, актор.
- 6 травня — Годовиков Микола Львович, радянський і російський актор.
- 10 травня — Наталія Бондарчук, радянська і російська акторка, кінорежисер, сценарист.
- 20 травня — Леонід Володарський, російський перекладач (широку популярність здобув завдяки перекладам відеофільмів).
- 6 червня — Шанталь Акерман, бельгійська кінорежисерка, сценаристка.
- 8 червня — Кеті Бейкер, американська актриса.
- 15 червня — Любомирас Лауцявічюс, радянський і литовський актор театру і кіно.
- 21 червня — Жерар Ланвен, французький кіноактор, лауреат кінопремії «Сезар».
- 27 червня — Прокопенко В'ячеслав Васильович, радянський, український кінорежисер, сценарист.
- 8 липня — Райкін Костянтин Аркадійович, радянський і російський актор театру і кіно, театральний педагог та режисер, танцюрист, професор.
- 11 липня — Брюс Макгілл, американський актор.
- 24 липня — Рудаков Анатолій Родіонович, радянський та російський актор театру і кіно, кінопродюсер.
- 3 серпня — Джон Лендіс, американський режисер, продюсер, сценарист та актор.
- 3 вересня — Паперний Євген Васильович, український актор театру, кіно та дубляжу.
- 7 вересня — Джулія Кавнер, американська акторка.
- 14 вересня — Піров Олександр Вікторович, радянський український та російський звукооператор та звукорежисер.
- 21 вересня — Воєводін Олександр Михайлович, радянський і російський актор театру та кіно
- 25 вересня — Бернар Ле Кок, французький театральний та кіноактор.
- 18 жовтня — Марек Кондрат, польський актор.
- 9 грудня — Рассел Карпентер, американський кінооператор.
- 11 грудня — Олександр Татарський, режисер анімаційного кіно, художник, продюсер.
- 13 грудня — Сенчина Людмила Петрівна, радянська і російська співачка.
- 14 грудня — Зражевський Олександр Іванович, радянський актор театру і кіно.

### Померли
- 2 січня — Еміль Яннінгс, німецький актор.
- 7 квітня — Волтер Г'юстон, канадо-американський актор.
- 2 вересня — Френк Грехем, американський актор та радіоведучий.
- 10 вересня — Джо Бордо, американський кіноактор.
- 6 жовтня — Висоцький Михайло Костянтинович, український і російський радянський актор.
- 11 листопада — Ганс Кралі, американський актор і сценарист, німецького походження.
- 25 листопада — Бетті Франциско, американська кіноактриса.
- 14 грудня — Савченко Ігор Андрійович, радянський, український кінорежисер, сценарист, театральний педагог.